# Слободан Добросављевић
Слободан М. Добросављевић (Солун, 5. септембар 1903 — Београд, 3. април 1980) био је инжењер и професор Машинског факултета у Београду, руководилац и научни саветник Машинског института САНУ, и научни саветник института "Кирило Савић“. Бавио се моторима са унутрашњим сагоревањем. За дописног члана Српске Академије Наука изабран је 1950. а за редовног члана 1961. године. Почасни доктор универзитета у Београду постао је 1971. године.

## Биографија
Рођен је 5. септембра 1903. године у Солуну (Грчка), где му је отац службовао као професор Српске гимназије. Основно и средње образовање је стекао у Крушевцу, а матурирао је у Београду 1921. године. Технички факултет Универзитета у Београду је завршио 1926. Војни рок је служио 1927. године у школи резервних ваздухопловних официра, истовремено је у Ваздухопловно-техничкој радионици на аеродрому у Новом Саду упознао рад на ревизији и испитивању различитих типова авиомотора, да би након одслужења војног рока почео своју успешну професионалну каријеру у Индусрији Авио Мотора у Раковици крај Београда. Пензионисан је 1970. године, а умро је 3. априла 1980, као пензионисани професор Машинског Факултета Универзитета у Београду, редовни члан САНУ и почасни доктор Универзитета у Београду.

## Признања
- Награда владе ФНРЈ 1949. године,
- Седмојулска награда 1967. године,
- Почасни докторат Универзитета у Београду 1971. године.